# Kozak
El Kózak ("Cosaco") es un vehículo militar protegido contra minas (MRAP), fabricado por la empresa ucraniana Práktika. Los bajos con forma de V del vehículo le permiten soportar explosiones de minas de más de 3 kg de TNT. El diseño capsular del vehículo preserva la integridad física de la tripulación y permite modificar el grado de protección mediante la sustitución del espesor de los paneles. El vehículo se puede armar con una ametralladora de 12,7 mm NSVT o KT, con una PKMS calibre 7,62 x 54 R o con un lanzagranadas automático AGS-17.

## Variantes
- Básica (Mando, fuerzas especiales, patrulla y reconocimiento) Conductor + copiloto + 3 pasajeros
- Station wagon (Mando, ambulancia, comunicaciones y asalto) Conductor + copiloto + 8 pasajeros
- Pick up (Transporte de carga, mantenimiento, vehículo de reparaciones) Conductor + copiloto